# Hermann Springer
Mandi Springer (4 december 1908 - 12 december 1978) was een Zwitsers voetballer die speelde als middenvelder.

## Carrière
Springer maakte zijn profdebuut voor Blue Stars Zürich in 1925 en bleef er spelen tot in 1934. In 1934 gaat hij voor stadsgenoot Grasshopper spelen en blijft er tot zijn voetbalpensioen in 1946. Hij veroverde met hen de landstitel in 1937, 1939, 1942, 1943 en 1945; de beker won hij in 1937, 1938, 1940, 1941, 1942, 1943 en 1946.
Hij speelde 37 interlands voor Zwitserland waarin hij eenmaal scoorde. Hij nam met het Zwitserse team deel aan het WK voetbal 1938 in Frankrijk.

## Erelijst
- Grasshopper
  - Landskampioen: 1937, 1939, 1942, 1943, 1945
  - Zwitserse voetbalbeker: 1937, 1938, 1940, 1941, 1942, 1943, 1946